# Rimac Concept One
La Rimac Concept One est une voiture de sport électrique conçue par le constructeur croate Rimac Automobili basée à Sveta Nedelja. Sa production est limitée à huit exemplaires.

## Présentation
La concept One a été présentée au salon de Francfort 2011 et au concours d'élégance de Paris en 2012.
Développant 1 224 ch, elle passe de 0 à 100 km/h en 2,5 secondes. Son accumulateur repose sur la technologie lithium fer phosphate (LiFePO4).
Un des exemplaires a été détruit lors d'une course de côte par Richard Hammond lors du tournage de l'épisode 1 de la seconde saison de l’émission The Grand Tour.

## Concept S
La Concept S, présentée en 2016 au salon de Genève, est une version plus légère et plus puissante (1 365 ch) de la Concept One produite en deux exemplaires.